# Regles de Fajans

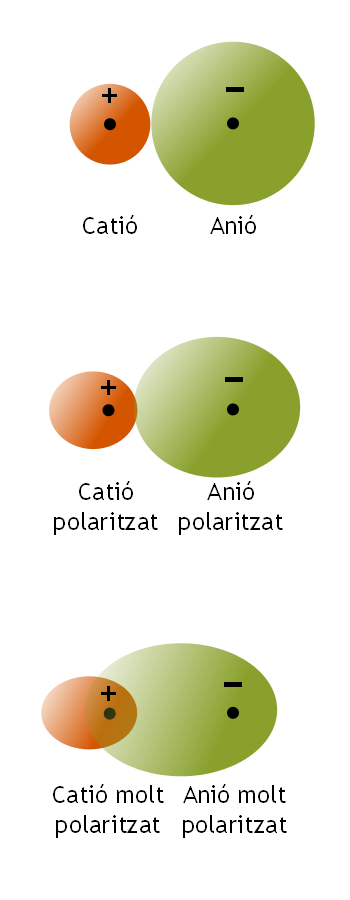
Polarització d'ions. Superior: dos ions no polaritzats; mitjà: catió i anió lleugerament polaritzats; inferior: ions polaritzats amb solapament dels niguls electrònics.

Les regles de Fajans són un conjunt de regles emprades per a predir la intensitat del caràcter covalent dels composts iònics. Són degudes al químic polonès Kasimir Fajans que les desenvolupà entre 1923 i 1925.
Quan interaccionen electroestàticament un catió amb un anió es produeix una força d'atracció entre ambdós, però, també el catió deforma el nigul electrònic de l'anió, que té inicialment simetria esfèrica, atreguen-lo cap a ell. Si l'anió es deforma molt, és a dir, és molt polaritzable, el núvol electrònic seu pot arribar a superposar-se amb el nigul electrònic del catió, produint un enllaç covalent. Fajans establí unes regles per a predir quan es produiria un major caràcter covalent en els composts iònics. Segons Fajans l'augment del caràcter covalent augmenta amb:
1. L'augment de la càrrega del catió. Els cations amb càrrega elevada, com ara el Al3+ o el Sn4+, tenen densitat de càrrega alta, per la qual cosa tendeixen a distorsionar, o polaritzar, el nigul electrònic de l'anió amb intensitat. Degut a això el triclorur d'alumini, AlCl₃ i el tetraclorur d'estany, SnCl₄, tenen enllaços iònics amb un elevat caràcter covalent.
2. La disminució del radi del catió. Per a una mateixa càrrega del catió com menor sigui el seu volum, per tant el seu radi, major serà la seva densitat electrònica. Per això aquests cations podran polaritzar fàcilment els niguls electrònics dels anions i donar enllaços iònics amb major caràcter covalent. Com a exemples el catió Mg2+ pot polaritzar més als anions que el Ca2+ perquè aquell és més petit. Així el clorur de magnesi, MgCl₂ té enllaços iònics amb més caràcter covalent que el clorur de calci, CaCl₂.
3. L'augment del radi de l'anió i de la seva càrrega. Com major sigui l'anió, o major sigui la seva càrrega, més polaritzable serà perquè els electrons són menys retinguts pel nucli.
4. Els cations amb configuracions ns² np⁶ nd¹⁰ en la seva darrera capa. Els cations amb 8 electrons produeixen menys distorsió, i a la vegada en sofreixen menys, que la dels cations amb capes de 18 electrons. Comparant cations de radis semblants, per exemple, Na+ i Cu+, resulta que els electrons d, presents només en el Cu+ apantallen menys la càrrega nuclear. Un anió en les proximitats d'un Cu+ és més distorsionat que en les proximitats d'un Na+ perquè aquell presenta una càrrega nuclear efectiva major.[4]